# Oscar Massei
Oscar Alberto Massei (Pergamino, 29 settembre 1934) è un allenatore di calcio ed ex calciatore argentino.

## Biografia
Nato in Argentina, ha origini italiane, per la precisione di Macerata, e pertanto è stato considerato un oriundo.
Il sindaco di Ferrara Gaetano Sateriale il 26 settembre 2007 (pochi giorni prima che compisse settantatré anni) gli ha conferito la cittadinanza onoraria. Dopo la breve cerimonia in consiglio comunale, Massei si è recato allo stadio intitolato a Paolo Mazza. La premiazione è avvenuta nell'ambito dei festeggiamenti per il centenario della SPAL.

## Carriera

### Giocatore

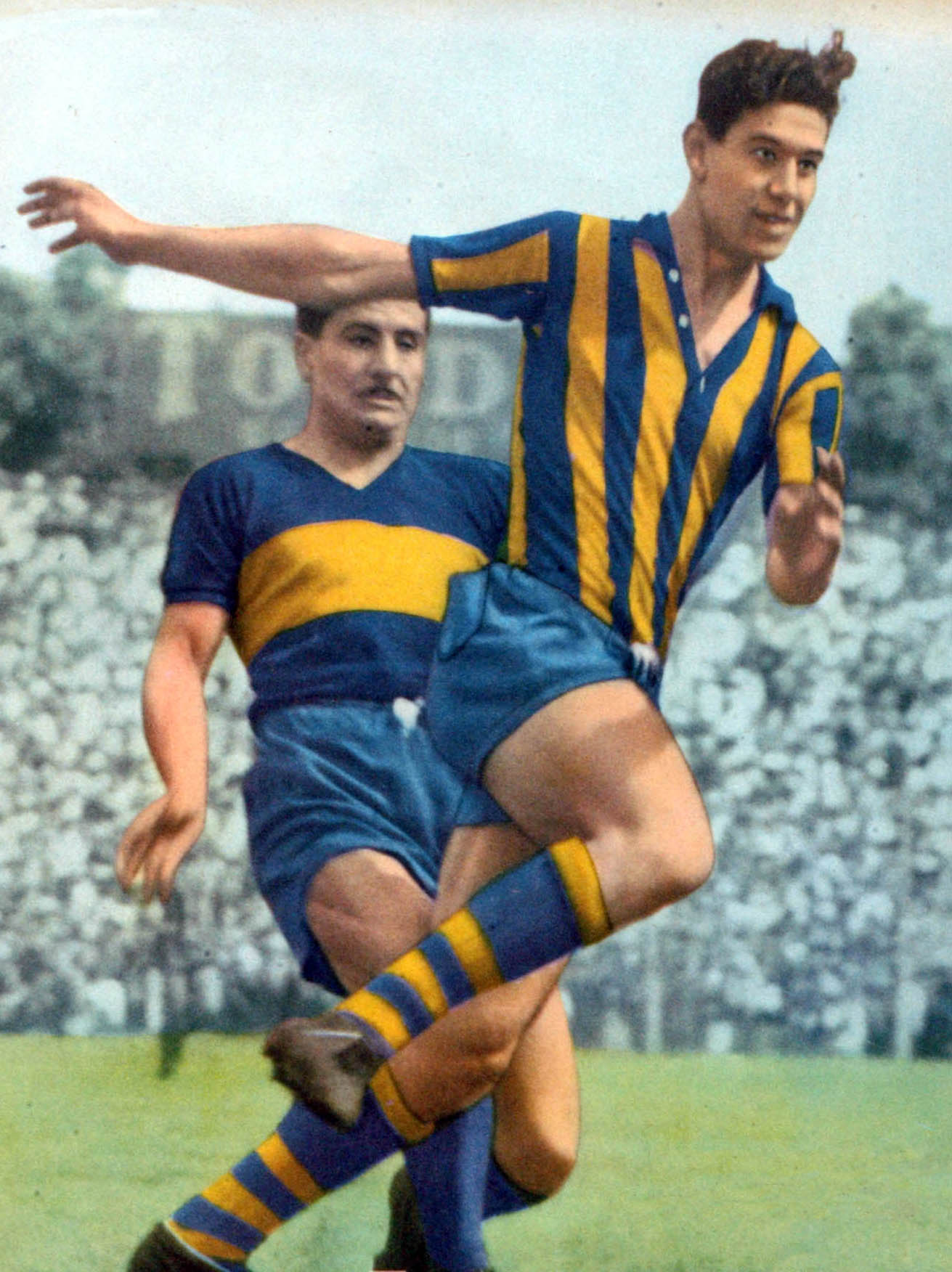
Massei in azione al Rosario Central nel 1955

Inizia a giocare nelle giovanili a Río Cuarto, più precisamente con il Centro Cultural Alverdi, passando successivamente al Rosario Central che nel 1955, anche grazie ai suoi 21 gol con cui vince la classifica dei marcatori, si salva dalla retrocessione. Nel novembre del 1955 approda alla società italiana dell'Inter, segnando 9 gol nelle prime 14 partite di campionato. Va in rete sin dal suo esordio, avvenuto a San Siro nel gennaio dell'anno seguente contro il Napoli, gara in cui apre le marcature.
I suoi gol gli aprono le porte della Nazionale italiana, sfruttando le disposizioni federali che permettevano agli oriundi che non avevano giocato nella squadra nazionale del loro Paese natio di poter giocare in maglia azzurra. Questa norma, dall'anno successivo non avrà più valore. Infatti in azzurro giocheranno poi numerosi calciatori sudamericani, già nazionali nei rispettivi Paesi, come gli uruguaiani Schiaffino e Ghiggia, e gli argentini Angelillo, Maschio, Sívori, Lojacono e Montuori, nonché i brasiliani da Costa, Altafini e Sormani. Massei fa parte della comitiva che a Genova batte l'Austria il 9 dicembre 1956, ma non viene fatto entrare in campo; l'esordio in Nazionale non avverrà mai perché, di lì a poco, nel corso di una gara contro la Roma, in un contrasto di gioco con il difensore romanista Giosuè Stucchi si infortunerà al ginocchio, fratturandosi i crociati. Sarà costretto a una prolungata assenza, fino al punto di essere ceduto alla Triestina nel 1958 dopo aver giocato complessivamente 54 partite in maglia nerazzurra ed aver segnato 21 gol tra campionato e Coppa Italia.
Dopo un anno incolore con la maglia alabardata, nell'estate 1959 viene ceduto alla SPAL di Paolo Mazza, che lo fa esordire il 20 settembre contro il Napoli, poi battuto per 3-0, arretrandolo al ruolo di mezzala e preferendolo a Egisto Pandolfini. Quel campionato fu per la SPAL il migliore in assoluto (quinto posto in Serie A), con Massei che divenne il capitano della squadra, ruolo che cedette nel 1961 a Sergio Cervato giunto dalla Juventus, per poi riprenderlo nel 1965. Fu anche il rigorista, oltre che il regista del centrocampo, realizzando 52 gol nelle nove stagioni trascorse a Ferrara in 244 partite di campionato tra Serie A e Serie B. Detiene il record di presenze in maglia spallina in Serie A (210, al pari di Aulo Gelio Lucchi), oltre a quello delle reti segnate in massima serie (47 in 8 stagioni), nonché dei calci di rigore realizzati, 14.

### Allenatore
Nel 1968, cessata la propria attività di calciatore, Massei andò a vivere prima a Varese e successivamente a Milano, intraprendendo poi l'attività di allenatore, che lo portò, tra le altre, sulle panchine del Messina, del Treviso, della Trevigliese e del Lecco in Serie C (in cui ha giocato il figlio Rafael, che ha lasciato il calcio all'età di ventotto anni per dedicarsi allo studio), della Pro Italia Galatina e della Pro Vercelli in Serie C2, quindi dell'Ignis Varese – divenuta poi Milanese – e della Vogherese in Serie D. Quest'ultima, con Massei alla guida, venne promossa nel 1981 in C2 e lo confermò anche nella stagione successiva. Allenò anche nella massima serie svizzera e, a più riprese, le giovanili della SPAL.

## Palmarès

### Giocatore

#### Club

##### Competizioni internazionali
- Coppa dell'Amicizia: 1

SPAL: 1968

#### Individuale
- Capocannoniere del campionato argentino: 1

1955 (22 reti)

### Allenatore

#### Competizioni nazionali
- Coppa Italia Semiprofessionisti: 1

Lecco: 1976-1977
- Serie D: 1

Vogherese: 1980-1981

#### Competizioni internazionali
- Coppa Anglo-Italiana: 1

Lecco: 1977